# Аррая-де-Ока
Аррая-де-Ока (ісп. Arraya de Oca) — муніципалітет в Іспанії, у складі автономної спільноти Кастилія-і-Леон, у провінції Бургос. Населення — 50 осіб (2010).
Муніципалітет розташований на відстані близько 220 км на північ від Мадрида, 24 км на схід від Бургоса.

## Демографія
Динаміка населення (INE ):